# Bistrica ob Sotli (comune)
Bistrica ob Sotli (ufficialmente in sloveno Občina Bistrica ob Sotli) è un comune (občina) della Slovenia. Ha una popolazione di 1 346 abitanti ed un'area di 31,1 km². Appartiene alla regione statistica dell'Oltresava Inferiore. La sede del comune si trova nell'insediamento di Bistrica ob Sotli.

## Insediamenti
Il comune di Bistrica ob Sotli è formato da 11 insediamenti (naselija):
- Bistrica ob Sotli, insediamento capoluogo comunale
- Dekmanca
- Črešnjevec ob Bistrici
- Hrastje ob Bistrici
- Križan Vrh
- Kunšperk
- Ples
- Polje pri Bistrici
- Srebrnik
- Trebče
- Zagaj

## Amministrazione
| Periodo | Periodo   | Primo cittadino | Partito | Carica  | Note |
| ------- | --------- | --------------- | ------- | ------- | ---- |
| 1998    | 2002      | Jožef Pregrad   |         | sindaco |      |
| 2002    | 2006      | Jožef Pregrad   |         | sindaco |      |
| 2002    | 2006      | Jožef Pregrad   |         | sindaco |      |
| 2006    | 2010      | Jožef Pregrad   |         | sindaco |      |
| 2010    | 2014      | Franjo Debelak  |         | sindaco |      |
| 2010    | 2014      | Franjo Debelak  |         | sindaco |      |
| 2014    | in carica | Franjo Debelak  |         | sindaco |      |